# 希拉·勒威尔
希拉·勒威尔（英語：Sheila Lerwill，1928年8月16日—），英国前女子田径运动员，主攻跳高。她曾代表英国参加1952年夏季奥林匹克运动会田径比赛，获得女子跳高银牌。